# Munising
Munising est une ville située dans l’État américain du Michigan. Elle est le siège du comté d'Alger. Lors du recensement de 2010, sa population était de 2 355 habitants.
Le Pictured Rocks National Lakeshore se trouve entre Munising et la ville de Grand Marais.

## Source
- (en) Cet article est partiellement ou en totalité issu de l’article de Wikipédia en anglais intitulé « Munising, Michigan » (voir la liste des auteurs).